# Château de Montcuq
Le château de Montcuq (ou plutôt son emplacement: le "tertre" de Montcuq) était situé sur la commune de Pomport, en Dordogne. Il ne reste plus que le tertre de Montcuq correspondant à son emplacement. La pierre de cent ans à proximité de ce tertre indique que la Guerre de cent ans en Guyenne a commencé à cet endroit.
Le nom Montcuq est parfois confondu avec Montcuq-en-Quercy (Lot). "Montenc" est aussi une transcription erronée de Montcuq. En 1515, dans l'hommage d'Alain d'Albret à François Ier, Montcuq est transcrit "Montcriq".

## Emplacement
Le tertre de Montcuq est placé au sommet d'une colline de 137m permettant de surveiller la vallée de la Dordogne depuis Sainte Foy la Grande jusqu'à Creysse. Ce château devait servir de point de mire pour la surveillance de la vallée. Le château aurait été démantelé en 1628 par Richelieu.
Il ne reste plus actuellement que les traces du "tertre", monticule de terre sur lequel était situé le château. Les traces des fondations étaient encore visible sur les photos aériennes de 1959 et quelques pierres étaient encore en place au début su XXe siècle. Les matériaux du château ont du être utilisé pour la construction de l'ancienne ferme accolée à l'extrémité Est du tertre. Les dimensions de l'enceinte étaient approximativement de 100m sur 30m avec une orientation Ouest-Est.

## Historique
Ce château a appartenu entre autres à Bernard Ezi V d'Albret avant et au début de la guerre de cent ans.
Il a été cédé au Comte du Périgord par le roi Philippe, ce qui est à l'origine des affrontements et le siège de Moncuq par les français en 1345 selon l'extrait de l'Inventaire des Archives du Château de Montignac par Jean Fabre évêque d’Aure (1546) par Claude Ribeyrol, avril 2015 (N°5 (f° 377 v°)): "Lettres du roi Philippe scellées du grand sceau en cire verte de l’an 1343 au mois de juillet, par lesquelles ledit Philippe donne au comte de Périgord la ville de Lisle ensemble les château et châtellenie de Montcuc (Montcuq) pour partie de récompense de la terre de Bergerac".
Le tertre et les terres environnantes ont appartenu à la fin du XVIIe siècle à Hilaire de Fonvielhe, baron de Fonvielhe et baron de Montcuq.
La châtellenie de Montcuq comprenait entre autres le Château de Monboucher.